# 季什夫 (沃洛韋齊區)
48°48′32″N 23°5′38″E / 48.80889°N 23.09389°E
季什夫（烏克蘭語：Тишів），是烏克蘭西部的村莊，隸屬外喀爾巴阡州的穆卡切沃區。該村始建於1948年，面積1.73平方公里，海拔高度546米，2021年人口517，人口密度每平方公里299.36人。